# پیج هرد
پیج هِـرد (انگلیسی: Paige Hurd؛ زادهٔ ۲۰ ژوئیهٔ ۱۹۹۲) بازیگر اهل ایالات متحده آمریکا است. دی‌ام‌اکس پدرخواندهٔ او بود.

از فیلم‌ها یا برنامه‌های تلویزیونی که وی در آن نقش داشته است، می‌توان به زاده برای مرگ، هاوایی فایو-زیرو، بخش فوریت‌های پزشکی، بن ۱۰: مسابقه با زمان، سالن زیبایی و گربه کلاه‌به‌سر اشاره کرد.